# Barn- och ungdomspsykiatri

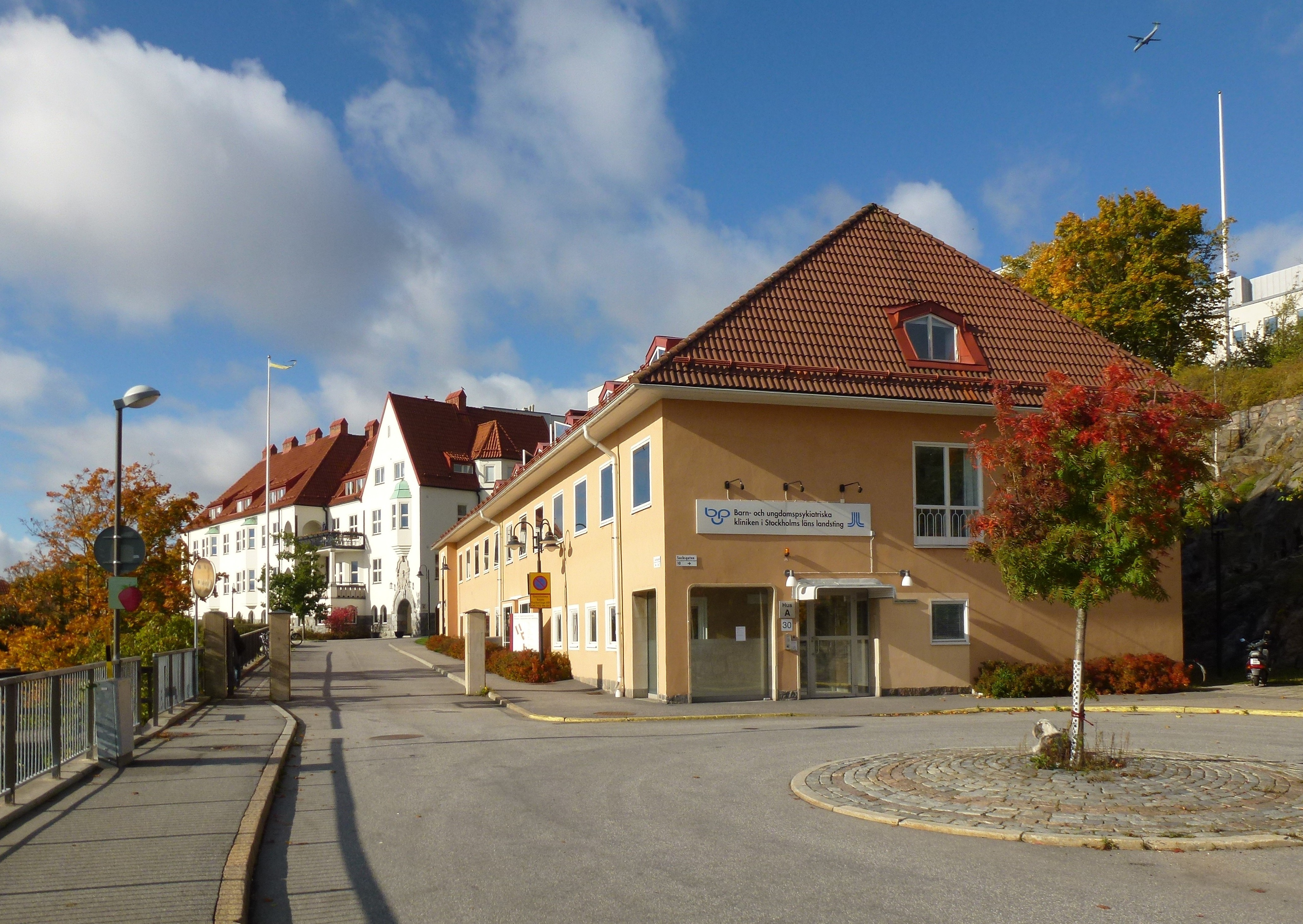
Barn- och ungdomspsykiatriska kliniken vid Södersjukhuset i Stockholm.

Barn- och ungdomspsykiatri (allmänt förkortat BUP) är ett kunskapsfält bland de medicinska specialiteterna där psykisk ohälsa hos barn och ungdomar samt deras familjer är i fokus. BUP:s kunskap vilar på fyra ben: ett pedagogiskt, ett medicinskt, ett psykologiskt och ett sociologiskt. 
Benämningen används för en huvudsakligen landstingsdriven verksamhet med öppenvård som bas och med slutenvårdsmöjligheter för barn och ungdomar med de största utrednings- och vårdbehoven. I Stockholms läns landsting finns även mellanvård, en vårdform som arbetar på öppenvårdens uppdrag med utåtriktat arbete, till exempel hembesök. 
Inom barn- och ungdomspsykiatrin arbetar förutom medicinsk personal i form av psykiatriker och sjuksköterskor även psykologer, kuratorer, arbetsterapeuter, pedagogassistenter (lärare med speciallärarutbildning), mentalskötare och behandlingsassistenter.
I större kommuner finns det specialenheter inom BUP. Exempel på detta kan vara ätstörningsenheter och enheter för neuropsykiatriska funktionsnedsättningar. På senare år har enheter som utreder/behandlar barn som man misstänker har utsatts för sexuella övergrepp och självskadebeteende tillkommit.
BUP är rikstäckande och fungerar som en mer barn- och ungdomsanpassad psykiatrisk vårdenhet och är mer inriktad på terapi och social stimulans än den vuxenpsykiatriska vården. BUP är en specialiserad verksamhet. Psykiatrisamordnaren slog fast att vårdcentralerna ska stå för den första linjens psykiatri och BUP den andra linjens psykiatri. Än så länge är det bara på ett fåtal platser som den första linjens psykiatri verkligen existerar. I Gävleborgs län har först linjens psykiatri arbetat sedan slutet av 2010. 
Vid polikliniskt arbete samlas ett team, bestående av psykiater, psykolog och kurator, kring varje barn och dess föräldrar. Om ett barn skrivs in på en avdelning tillkommer övrig personal enligt ovan till teamet.
BUP är en relativt ung gren av psykiatrin. BUP:s arbete präglas av teamarbete, där många representanter för olika yrken och erfarenheter är delaktiga i arbete och utredning, diagnos och behandlingsplanering. Så gott som ständigt pågår vidareutbildning. Detta är nödvändigt, då nya problemområden hela tiden stiger upp till ytan och kräver insatser. Som exempel från de senaste årtiondena kan nämnas incest och andra typer av sexuella övergrepp, PTSD (Post-traumatiskt stressyndrom), autismspektrumstörningar, självskadebeteende och bipolärt syndrom.
Sedan mitten av 1990-talet har något av ett paradigmskifte skett inom BUP. På 1970-talet sattes sällan några individuella diagnoser, nästan all psykisk ohälsa hos barn och ungdomar förklarades som relationsoproblem. Inom psykoterapin dominerade ett psykoanalytiskt/psykodynamiskt synsätt. På 1980-talet gjorde familjeterapin sitt breda intåg, på 1990-talet kom mer KBT-orienterade terapiformer. Från 1990-talet ökade även den individuella diagnostiken. Framför allt kom på bred front de så kallade neuropsykiatriska diagnoserna, i första hand ADHD och autismspektrumstörningar. Den ökade diagnostiken ledde även till ökad medicinering, som tog fart från år 2006. och både diagnostisering och medicinering har fortsatt att öka markant sedan dess. År 2015 medicinerades till exempel 5,2 procent av alla pojkar 10-17 år med ADHD-medicin. Den psykoterapeutiska behandlingsarsenalen förnyades då framför allt med DBT-behandling vid självskadebeteende. 
Den klassiska formen för utredning är individualkontakt för barnet hos psykolog och för föräldrar hos kurator, efter en inledande läkarundersökning, där den neurologiska utredningen i vissa fall är av vitalt intresse. Vid avslutad utredning samlas teamet, kommer fram till en diagnos och arbetar fram en behandlingsplan. Dessa skall journalföras och föräldrarna och det större barnet skall delges och godkänna planeringen. Behandlingen kan sedan ta vid med olika former av individualterapi hos psykolog för barnet, medan föräldrarna fortsätter hos kurator. Föräldrarna ses som samarbetspartners: BUP står för kunskap om barns utveckling och behov och om vad som kan gå snett, föräldrarna för unik kunskap om det speciella barnet. Föräldrakontakten kan vid behov få formen av individual- eller parterapi.
Familjen kan få behandling i sin helhet, så kallad familjeterapi. Olika metoder har utvecklats som vanligen kombineras i praktiken. Mötet leds av en eller två terapeuter och blir till ett forum där samtliga familjemedlemmar, inklusive syskon där så är möjligt, kommer till tals. Målsättningen är att öppen eller dold problematik ventileras och löses och att samtliga familjemedlemmars legitima behov får utrymme i familjesystemet. En av fördelarna med metoden är just detta att hela familjen, inte bara den identifierade patienten, är i fokus.
Som ovan nämnts kan utredning och/eller behandling kräva avdelningsvistelse. Vid avdelningsvistelse som behandlingsform sker den vanligen på en öppen avdelning. Då barnet bedöms utgöra en fara för sig själv eller andra, det kan gälla vid hög självmordsrisk eller psykotiska symtom, kan barnet behöva vårdas inneliggande under tvång. Tvångsvård regleras enligt LPT, lagen om psykiatrisk tvångsvård. Om ett barn akut bedöms utgöra en fara för sig själv eller andra kan tvångsåtgärder tillämpas, framför allt fastspänning (även benämnt bältesläggning), tvångsbehandling och avskiljning. 
I många ärenden samarbetar BUP med socialtjänsten.  Vanligast är att föräldrarna själva ber om hjälp hos BUP, eftersom det inte föreligger något remisstvång. 
Kontakten med BUP är avgiftsfri. Landets BUP-verksamhet är underdimensionerad och väntetiderna ibland långa. Då BUP sedan slutet av 1990-talet alltmer utvecklats mot en medicinsk verksamhet så saknas det över hela landet framför allt barnpsykiatriker, men på grund av det ökade behovet av så kallade neuropsykiatriska utredningar saknas det även psykologer. 
Att BUP traditionellt sett haft ett svagt medicinskt inflytande speglas också av att det sannolikt är den medicinska verksamhet i Sverige där andelen av cheferna som är läkare är lägst. Till exempel är endast ett fåtal av de trettio enhetscheferna i BUP i Stockholms läns landsting (Sveriges klart största BUP-landsting) läkare. I BUP i Stockholms län finns för övrigt sedan några år även en privat BUP-verksamhet vid Prima Barn. Denna vårdgivare har betonat den medicinska sidan av BUP. Prima Barn har inga enhetschefer, samtliga tre verksamhetschefer är läkare. Som behandlare har de i stort sett bara läkare och psykologer, och psykologerna är nästan alla psykoterapeutiskt utbildade i KBT.